# Tamar (Bijbel)

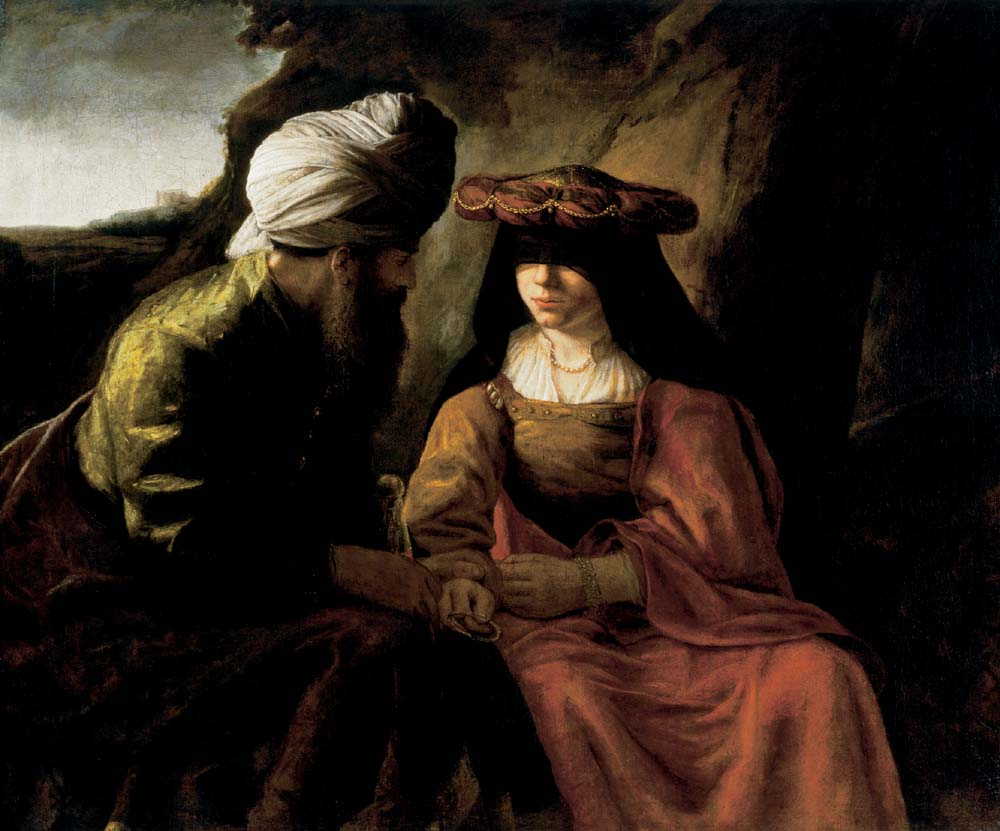
School van Rembrandt: Juda en Tamar, 1650-1660. De Bijbelse verleidingsscène van Genesis 38:16.

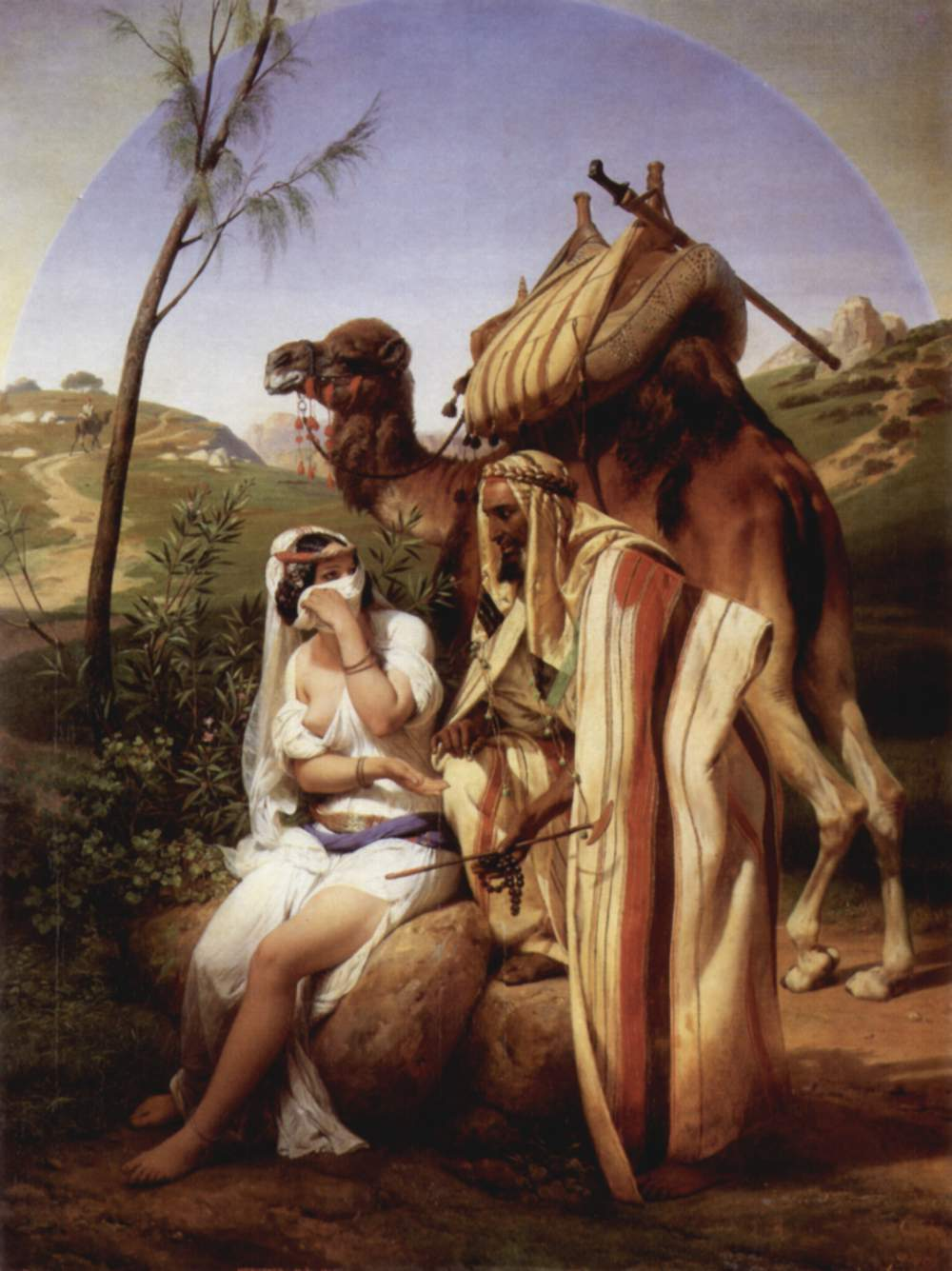
Émile Jean Horace Vernet: Juda en Tamar (1840)

De naam Tamar of Thamar in het Hebreeuws betekent "Palmboom of Dadelpalm". Er zijn in de Hebreeuwse Geschriften drie vrouwen met de naam Tamar.
1. Tamar, de schoondochter van Juda (zoon van Jakob, zoon van Isaäk, zoon van Abraham). Juda trouwt met een dochter van Sua en verwekt drie zonen: Er, Onan en Sela. Tamar trouwt met Er, de oudste zoon. Er was slecht in Gods ogen en werd ter dood gebracht. Weduwe Tamar blijft kinderloos achter. Daarna werd zij aan Onan gegeven, maar God bracht hem ter dood omdat hij weigerde het zwagerhuwelijk aan te gaan. Tamar bleef derhalve kinderloos.
Omdat Juda het continu uitstelde om haar aan zijn derde zoon te geven, verkleedde Tamar zich als een prostituee, om haar identiteit te verbergen, opdat Juda zelf gemeenschap met haar zou hebben. Ze nam zijn zegelring, zijn snoer en zijn staf als onderpand. Toen Juda hoorde dat Tamar zwanger was, gebood hij eerst dat zij verbrand werd, na gestenigd te zijn. Maar toen hij vernam dat hijzelf door haar listige handelwijze om een erfgenaam te krijgen, de vader was, riep hij uit: „Zij is rechtvaardiger dan ik.” Tamar had een zware bevalling toen zij een tweeling, Peres en Zerach, baarde (Genesis 38:6-30). De geslachtslijn naar Jezus Christus loopt via haar zoon Peres: Ruth 4:12, 18-22; 1 Kronieken 2:4; Mattheüs 1:3.
2. Tamar, de mooie maagdelijke koningsdochter van David. Zij wordt de zuster van Absalom genoemd, wat waarschijnlijk als volle zuster begrepen moet worden. Haar halfbroer Amnon is verliefd op haar en slaagde erin - door een list - haar te verkrachten hoewel zij hem weerstand bood. Absalom - haar broer - troostte Tamar, nam haar in zijn huis op en wreekte haar twee jaar later door Amnon te laten vermoorden: 2 Samuel 13:1-33.
3. Tamar, de dochter van Absalom. Zij was zeer mooi van uiterlijk - net als haar vader en tante. Deze Tamar is waarschijnlijk naar haar tante Tamar (zie 2.) genoemd: 2 Samuel 14:27. Deze Tamar was vermoedelijk de vrouw van Uriël; dan zou zij de moeder zijn van Rechabeams lievelingsvrouw Maächa: 2 Kronieken 11:20-21, 13:1.

In de roman Ik, Maria Magdalena van de auteur Geert Kimpen is Tamar de naam van de dochter van Jezus Christus en Maria Magdalena. 

## De plaats Tamar
Tamar is ook de naam van een plaats in de woestijn, ten zuidwesten van de Dode Zee. Volgens Ezechiël lag het aan de zuidgrens van het beloofde land, waarschijnlijk is het dezelfde plaats als Chaseson-Tamar, en misschien het huidige Ain el-Arus, dat 10 km ten zuidwesten van de Dode Zee ligt.

## Verenigingen vernoemd naar Tamar
V.V. Tamar is een studenten volleybalvereniging uit Eindhoven, opgericht op 8 oktober 1963 en had in zijn oorspronkelijke logo een palmboom en een volleybalnet staan.